# Lambres
Lambres, et à partir du 1er janvier 2026 Lambres-lez-Aire, est une commune française située dans le département du Pas-de-Calais en région Hauts-de-France. Ses habitants sont appelés les Lambrésiens.
La commune fait partie de la communauté d'agglomération de Béthune-Bruay, Artois-Lys Romane qui regroupe 100 communes et compte 275 327 habitants en 2021.

## Géographie

### Localisation
Localisée dans l'est du département du Pas-de-Calais, Lambres-lez-Aire est une commune limitrophe d'Aire-sur-la-Lys (aire d'attraction) et située, à vol d'oiseau, à 19 km au nord-ouest de la commune de Béthune (chef-lieu d'arrondissement).
Le territoire de la commune est limitrophe de ceux de cinq communes.
Les communes limitrophes sont Aire-sur-la-Lys, Isbergues, Mazinghem, Quernes et Witternesse.

### Géologie et relief
La superficie de la commune est de 4,37 km2 ; son altitude varie de 18  à   49 m.

### Hydrographie

#### Réseau hydrographique
La commune est située dans le bassin Artois-Picardie. Elle est drainée par la Laque bras Est, le marais de Lambres et un autre petit cours d'eau,.

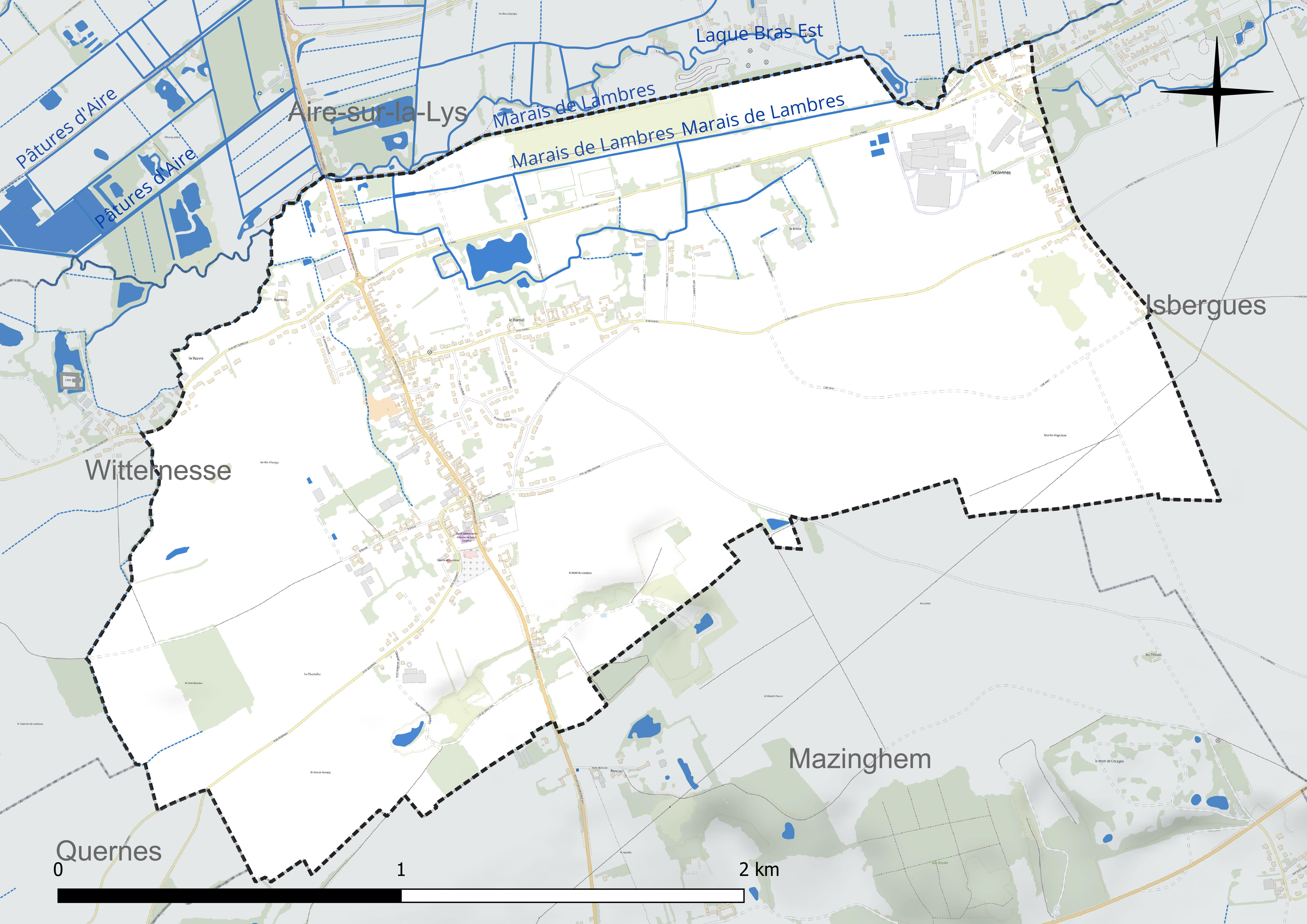
Réseau hydrographique de Lambres.

#### Gestion et qualité des eaux
Le territoire communal est couvert par le schéma d'aménagement et de gestion des eaux (SAGE) « Lys ». Ce document de planification concerne un territoire de 1 835 km2 de superficie, délimité par le bassin versant de la Lys. Le périmètre a été arrêté le 29 mai 1995 et le SAGE proprement dit a été approuvé le 6 août 2010, puis révisé le 20 septembre 2019. La structure porteuse de l'élaboration et de la mise en œuvre est le syndicat mixte pour l'élaboration du SAGE de la Lys (SYMSAGEL).
La qualité des cours d'eau peut être consultée sur un site spécial géré par les agences de l'eau et l'Agence française pour la biodiversité.

### Climat
Pour des articles plus généraux, voir Climat des Hauts-de-France et Climat du Pas-de-Calais.
En 2010, le climat de la commune est de type climat océanique altéré, selon une étude du CNRS s'appuyant sur une série de données couvrant la période 1971-2000. En 2020, Météo-France publie une typologie des climats de la France métropolitaine dans laquelle la commune est exposée à un climat océanique et est dans la région climatique Côtes de la Manche orientale, caractérisée par un faible ensoleillement (1 550 h/an) ; forte humidité de l'air (plus de 20 h/jour avec humidité relative > 80 % en hiver), vents forts fréquents.
Pour la période 1971-2000, la température annuelle moyenne est de 10,4 °C, avec une amplitude thermique annuelle de 13,7 °C. Le cumul annuel moyen de précipitations est de 799 mm, avec 12,9 jours de précipitations en janvier et 8,4 jours en juillet. Pour la période 1991-2020, la température moyenne annuelle observée sur la station météorologique la plus proche, située sur la commune de Lillers à 8 km à vol d'oiseau, est de 11,1 °C et le cumul annuel moyen de précipitations est de 731,5 mm,. Pour l'avenir, les paramètres climatiques de la commune estimés pour 2050 selon différents scénarios d'émission de gaz à effet de serre sont consultables sur un site spécial publié par Météo-France en novembre 2022.

### Milieux naturels et biodiversité

#### Espèces faunistiques et floristiques
L'Inventaire national du patrimoine naturel (INPN) recense plusieurs espèces faunistiques et floristiques sur le territoire de la commune dont certaines sont protégées et d'autres menacées et quasi-menacées.

## Urbanisme

### Typologie
Au 1er janvier 2024, Lambres-lez-Aire est catégorisée petite ville, selon la nouvelle grille communale de densité à sept niveaux définie par l'Insee en 2022. Elle appartient à l'unité urbaine de Béthune, une agglomération inter-départementale regroupant 94  communes, dont elle est une commune de la banlieue,,. Par ailleurs la commune fait partie de l'aire d'attraction d'Aire-sur-la-Lys, dont elle est une commune du pôle principal,. Cette aire, qui regroupe 15 communes, est catégorisée dans les aires de moins de 50 000 habitants,.

### Occupation des sols
L'occupation des sols de la commune, telle qu'elle ressort de la base de données européenne d'occupation biophysique des sols Corine Land Cover (CLC), est marquée par l'importance des territoires agricoles (85,7 % en 2018), en diminution par rapport à 1990 (92 %). La répartition détaillée en 2018 est la suivante : 
terres arables (66,4 %), zones urbanisées (14,3 %), zones agricoles hétérogènes (10,4 %), prairies (8,9 %). L'évolution de l'occupation des sols de la commune et de ses infrastructures peut être observée sur les différentes représentations cartographiques du territoire : la carte de Cassini (XVIIIe siècle), la carte d'état-major (1820-1866) et les cartes ou photos aériennes de l'IGN pour la période actuelle (1950 à aujourd'hui).

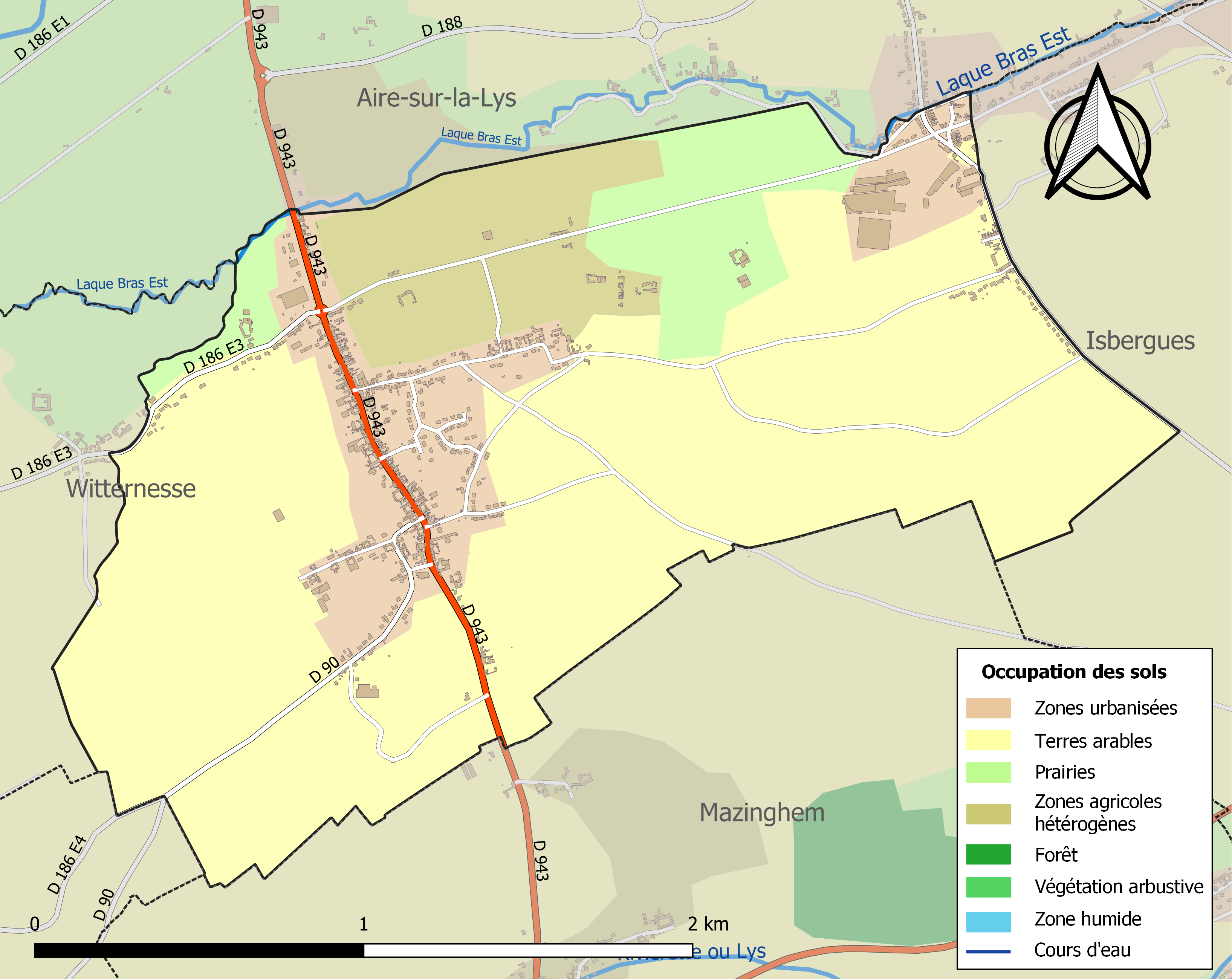
Carte des infrastructures et de l'occupation des sols de la commune en 2018 (CLC).

## Toponymie
Le nom de la localité est attesté sous les formes Lambres en 1157 (mém. Soc. acad. de Boul., t. XII, p. 61), Lambrettes en 1181-1185 (cart. de Thér., p. 55), Lanbres en 1310 (ch. d'Art., Ricouart, p. 654), Lambrez en 1375 (Arch. nat., J. 790, n° 28), Lambræ vers 1512 (Tassart, pouillé, f° 210 r°), Lambre-lès-Aire en 1720 (Saugrain, p. 335).

## Histoire
Avant la Révolution française, Lambres est le siège d'une seigneurie. Maximilien François Théry, est baron de Liettres et seigneur de Lambres en décembre 1766. Il bénéficie à cette date, de l'érection en baronnie de la seigneurie de Liettres.

## Politique et administration

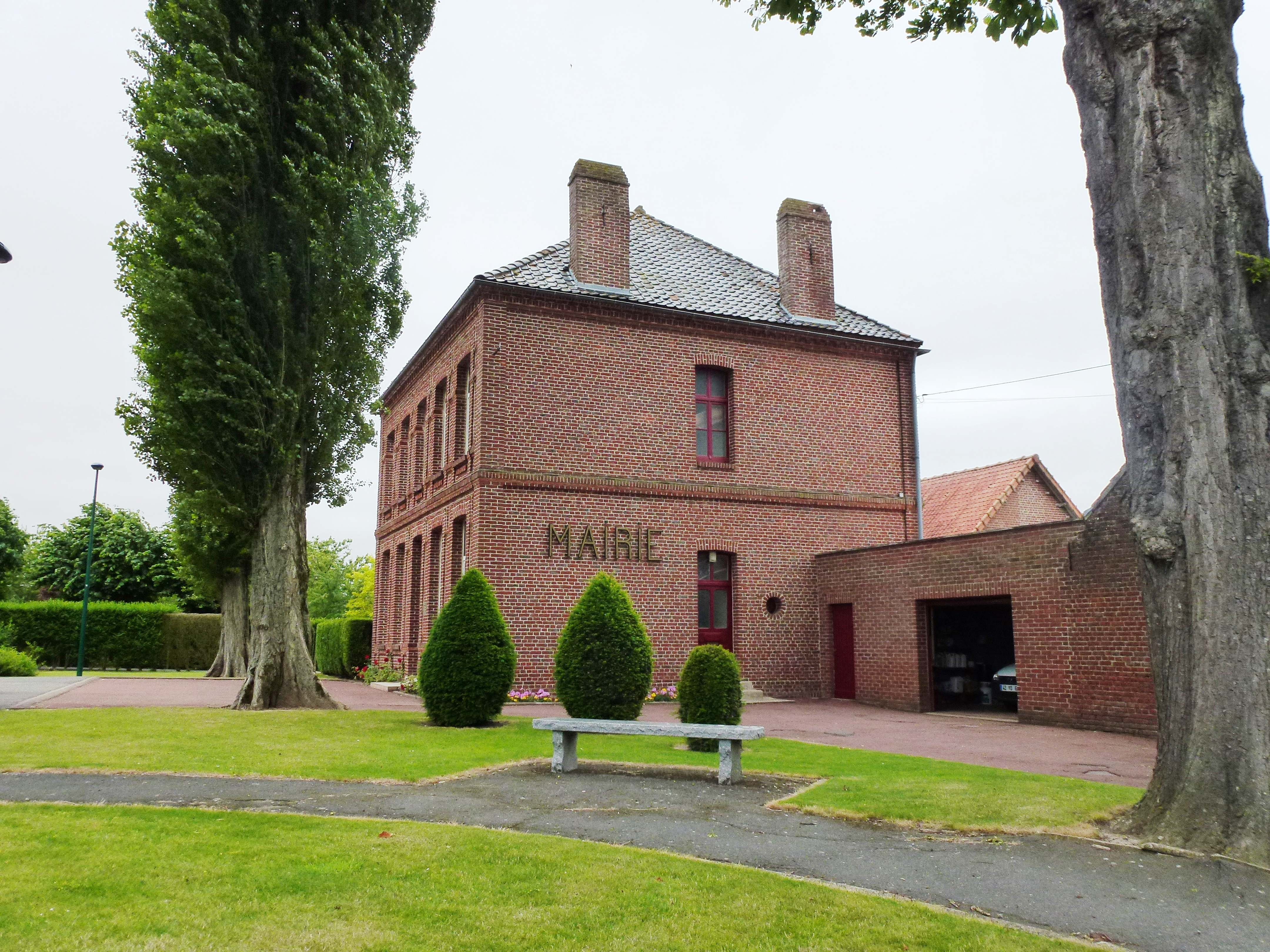
La mairie.

### Découpage territorial
La commune se trouve dans l'arrondissement de Béthune du département du Pas-de-Calais.

#### Commune et intercommunalités
La commune est membre de la communauté d'agglomération de Béthune-Bruay, Artois-Lys Romane.

#### Circonscriptions administratives
La commune est rattachée au canton d'Aire-sur-la-Lys.

#### Circonscriptions électorales
Pour l'élection des députés, la commune fait partie de la huitième circonscription du Pas-de-Calais.

### Élections municipales et communautaires

#### Liste des maires
| Période                                  | Période                    | Identité      | Étiquette | Qualité                         |
| ---------------------------------------- | -------------------------- | ------------- | --------- | ------------------------------- |
| Les données manquantes sont à compléter. |                            |               |           |                                 |
| 2002                                     | 2020                       | Serge Tirloir | PS        | Réélu pour le mandat 2014-2020, |
| 4 juillet 2020                           | En cours (au 24 mars 2022) | Denis Prevost |           | Ancien cadre,                   |

## Population et société

### Démographie
Les habitants sont appelés les Lambrésiens.

#### Évolution démographique
L'évolution du nombre d'habitants est connue à travers les recensements de la population effectués dans la commune depuis 1793. Pour les communes de moins de 10 000 habitants, une enquête de recensement portant sur toute la population est réalisée tous les cinq ans, les populations de référence des années intermédiaires étant quant à elles estimées par interpolation ou extrapolation. Pour la commune, le premier recensement exhaustif entrant dans le cadre du nouveau dispositif a été réalisé en 2007.

En 2022, la commune comptait 1 066 habitants, en évolution de +0,76 % par rapport à 2016 (Pas-de-Calais : −0,72 %, France hors Mayotte : +2,11 %).
| 1793 | 1800 | 1806 | 1821 | 1831 | 1836 | 1841 | 1846 | 1851 |
| ---- | ---- | ---- | ---- | ---- | ---- | ---- | ---- | ---- |
| 470  | 439  | 448  | 516  | 521  | 547  | 555  | 553  | 562  |

| 1856 | 1861 | 1866 | 1872 | 1876 | 1881 | 1886 | 1891 | 1896 |
| ---- | ---- | ---- | ---- | ---- | ---- | ---- | ---- | ---- |
| 548  | 544  | 581  | 673  | 662  | 680  | 617  | 609  | 607  |

| 1901 | 1906 | 1911 | 1921 | 1926 | 1931 | 1936 | 1946 | 1954 |
| ---- | ---- | ---- | ---- | ---- | ---- | ---- | ---- | ---- |
| 645  | 656  | 680  | 698  | 766  | 736  | 746  | 799  | 819  |

| 1962 | 1968 | 1975 | 1982  | 1990  | 1999 | 2006  | 2007  | 2012  |
| ---- | ---- | ---- | ----- | ----- | ---- | ----- | ----- | ----- |
| 816  | 884  | 892  | 1 013 | 1 042 | 937  | 1 028 | 1 041 | 1 056 |

| 2017  | 2022  | - | - | - | - | - | - | - |
| ----- | ----- | - | - | - | - | - | - | - |
| 1 061 | 1 066 | - | - | - | - | - | - | - |

#### Pyramide des âges
En 2018, le taux de personnes d'un âge inférieur à 30 ans s'élève à 36,3 %, soit en dessous de la moyenne départementale (36,7 %). À l'inverse, le taux de personnes d'âge supérieur à 60 ans est de 27,4 % la même année, alors qu'il est de 24,9 % au niveau départemental.
En 2018, la commune comptait 520 hommes pour 539 femmes, soit un taux de 50,90 % de femmes, légèrement inférieur au taux départemental (51,50 %).
Les pyramides des âges de la commune et du département s'établissent comme suit.
| Hommes | Classe d’âge | Femmes |
| ------ | ------------ | ------ |
| 0,4    | 90 ou +      | 0,9    |
| 5,2    | 75-89 ans    | 6,6    |
| 19,4   | 60-74 ans    | 22,1   |
| 17,4   | 45-59 ans    | 15,3   |
| 20,1   | 30-44 ans    | 20,1   |
| 15,3   | 15-29 ans    | 18,4   |
| 22,3   | 0-14 ans     | 16,7   |

| Hommes | Classe d’âge | Femmes |
| ------ | ------------ | ------ |
| 0,5    | 90 ou +      | 1,6    |
| 5,6    | 75-89 ans    | 8,9    |
| 16,7   | 60-74 ans    | 18,1   |
| 20,2   | 45-59 ans    | 19,2   |
| 18,9   | 30-44 ans    | 18,1   |
| 18,2   | 15-29 ans    | 16,2   |
| 19,9   | 0-14 ans     | 17,9   |

## Culture locale et patrimoine

### Lieux et monuments

#### Monument historique
- L'église Saint-Lambert fait l'objet d'un classement au titre des monuments historiques depuis le 22 octobre 1913[34]. Dans l'église, la cloche, la chaire, les lambris et les fonts baptismaux sont protégés au titre d'objets. Dans l'église une pietà du sculpteur Ch. Desvergnes décore le monument aux morts 1914-1918 de la paroisse.

#### Autres lieux et monuments
- L'ancienne Brasserie Morel, datant de 1834.
- Le monument aux morts communal, du marbrier Ernest Rabischon d'Aire-sur-la-Lys, inauguré en 1921, commémore les victimes des guerres de 1914-1918 et de 1940-1945 et de la guerre d'Algérie[35]. Au cimetière se trouve la tombe d'un soldat indien de la Grande Guerre.

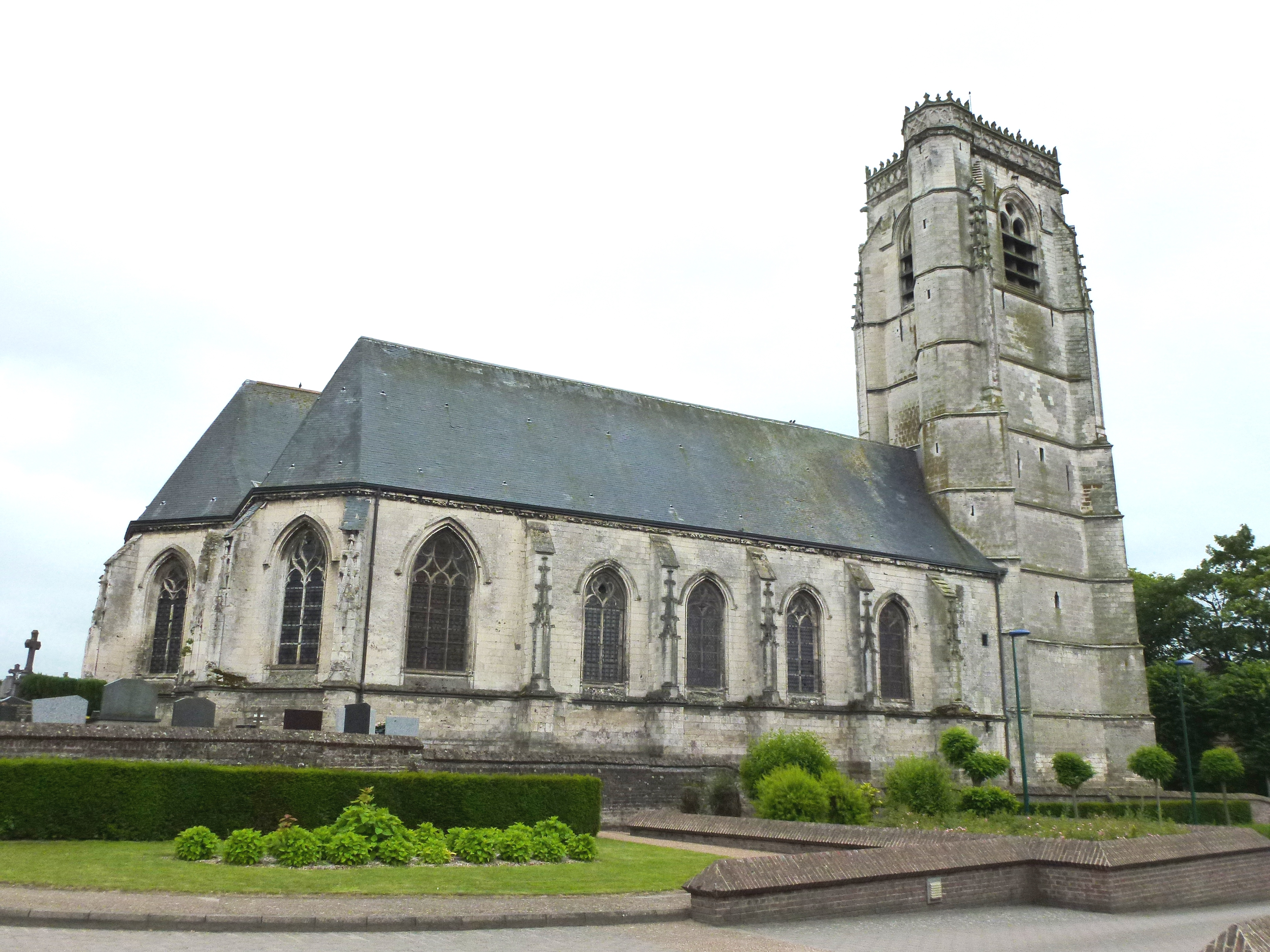
L'église Saint-Lambert.
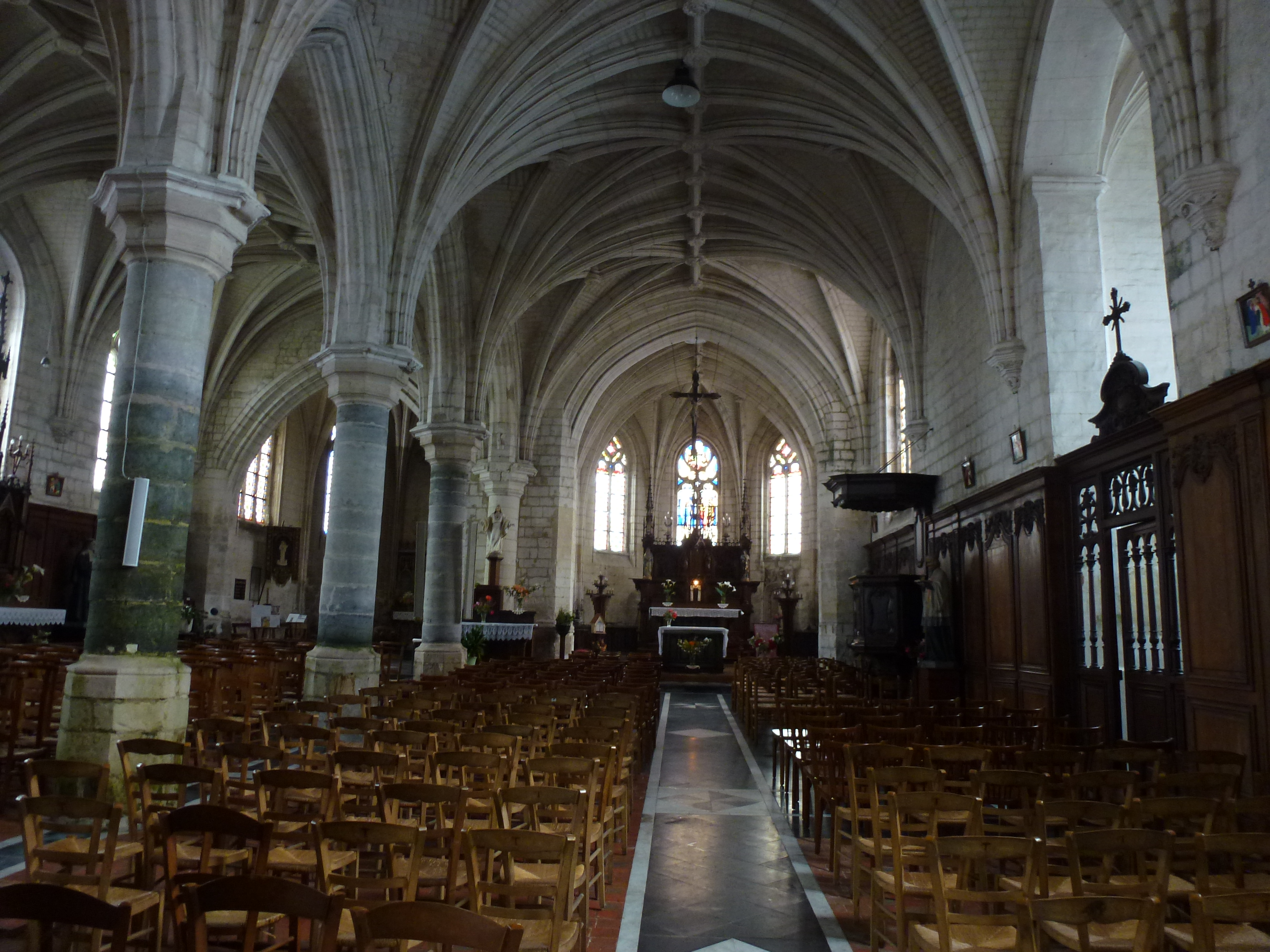
L'intérieur de l'église avec ses lambris.
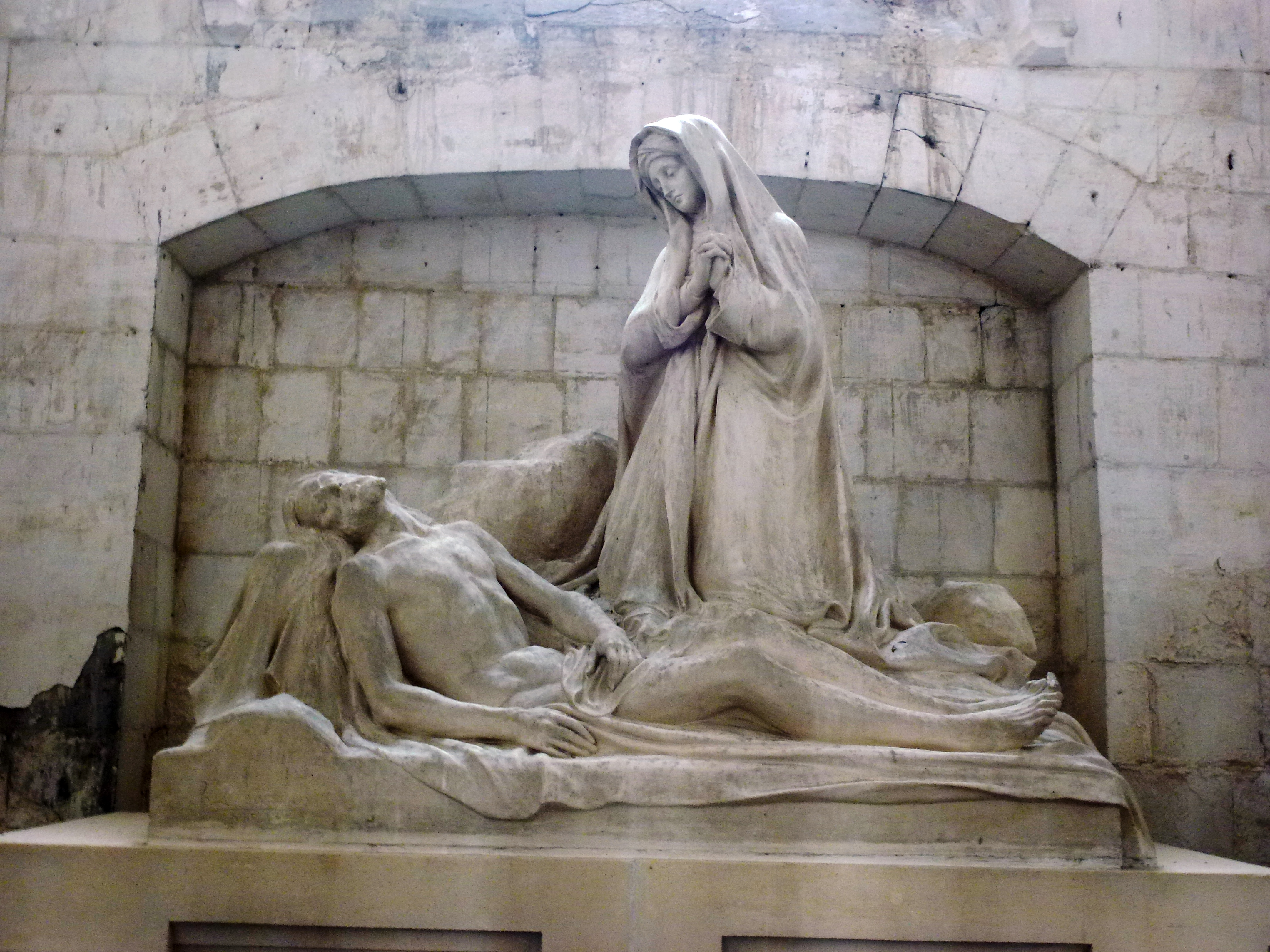
La pietà, monument aux morts de la paroisse.
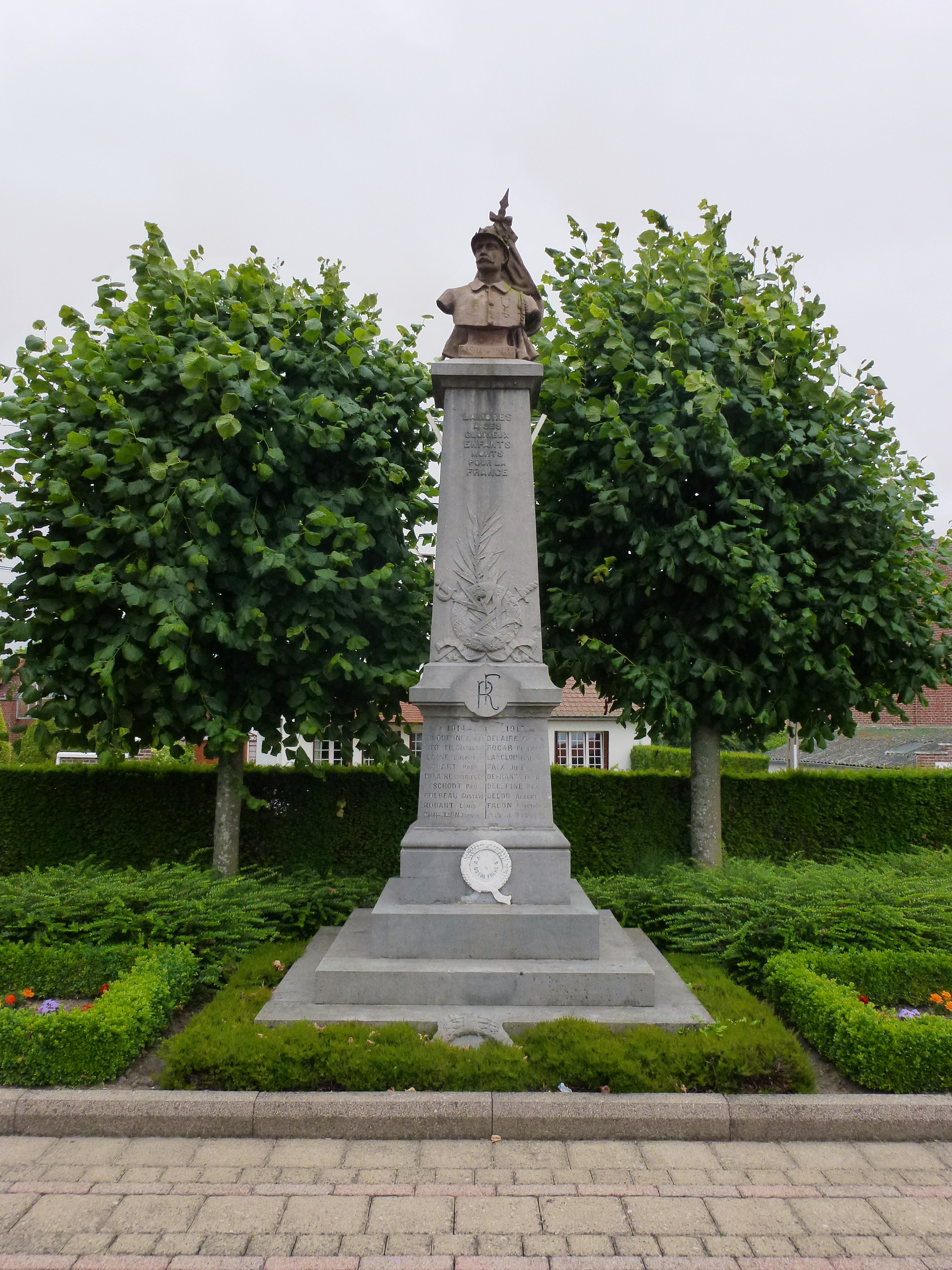
Le monument aux morts communal.

### Héraldique
|  | Les armes de la ville se blasonnent ainsi : Parti au 1) coupé au I parti à dextre en chef de gueules au cygne cousu de sable et en pointe de gueules au sautoir d'argent, à senestre de gueules à la croisette d'argent, et au II parti à dextre de gueules à la croisette d'argent, à senestre coupé en chef de gueules au cygne cousu de sable et en pointe de gueules au sautoir d'argent, au 2) de gueules aux deux barres d'argent. |

## Pour approfondir

#### Bases de données, dictionnaires et encyclopédies
- Site officiel
- Ressources relatives à la géographie :   - Insee (communes)
  - Ldh/EHESS/Cassini
- Ressource relative à plusieurs domaines :   - Annuaire du service public français
- Notices d'autorité :   - VIAF
  - BnF (données)